# Sam Dorman
Pour les articles homonymes, voir Dorman.
Sam Dorman est un plongeur américain né le 30 août 1991. Il a remporté la médaille d'argent du tremplin à 3 mètres synchronisé aux Jeux olympiques d'été de 2016 à Rio de Janeiro avec Mike Hixon.